# Cửa khẩu Phoukeua
Cửa khẩu Phoukeua là cửa khẩu quốc tế đường bộ trên Quốc lộ 11 (Lào) tại vùng đất muang Phouvong tỉnh Attapeu, CHDCND Lào .
Cửa khẩu Phoukeua (Phù Kưa) thông thương với Cửa khẩu Bờ Y  trên quốc lộ 40 (Việt Nam) tại vùng đất xã Pờ Y huyện Ngọc Hồi tỉnh Kon Tum, Việt Nam .
Ngã ba biên giới Việt Nam-Lào-Campuchia ở cách cặp cửa khẩu này cỡ hơn 2 km hướng nam-tây nam.
Hiện chưa rõ tại cửa khẩu Phoukeua có cấp thị thực Visa on arrival cho khách nước ngoài hay không .

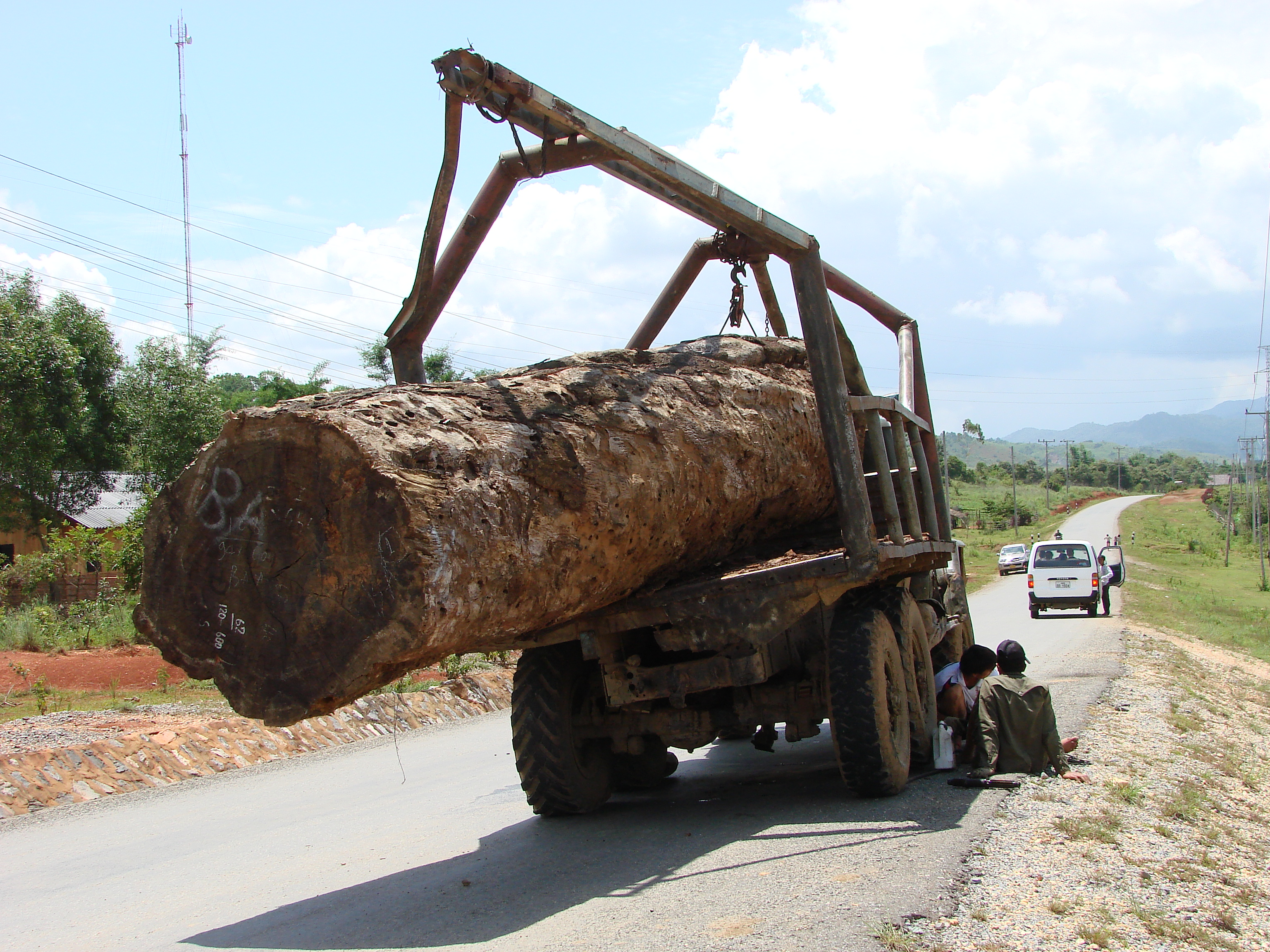
Xe tải chở gỗ ở Lào (2009)
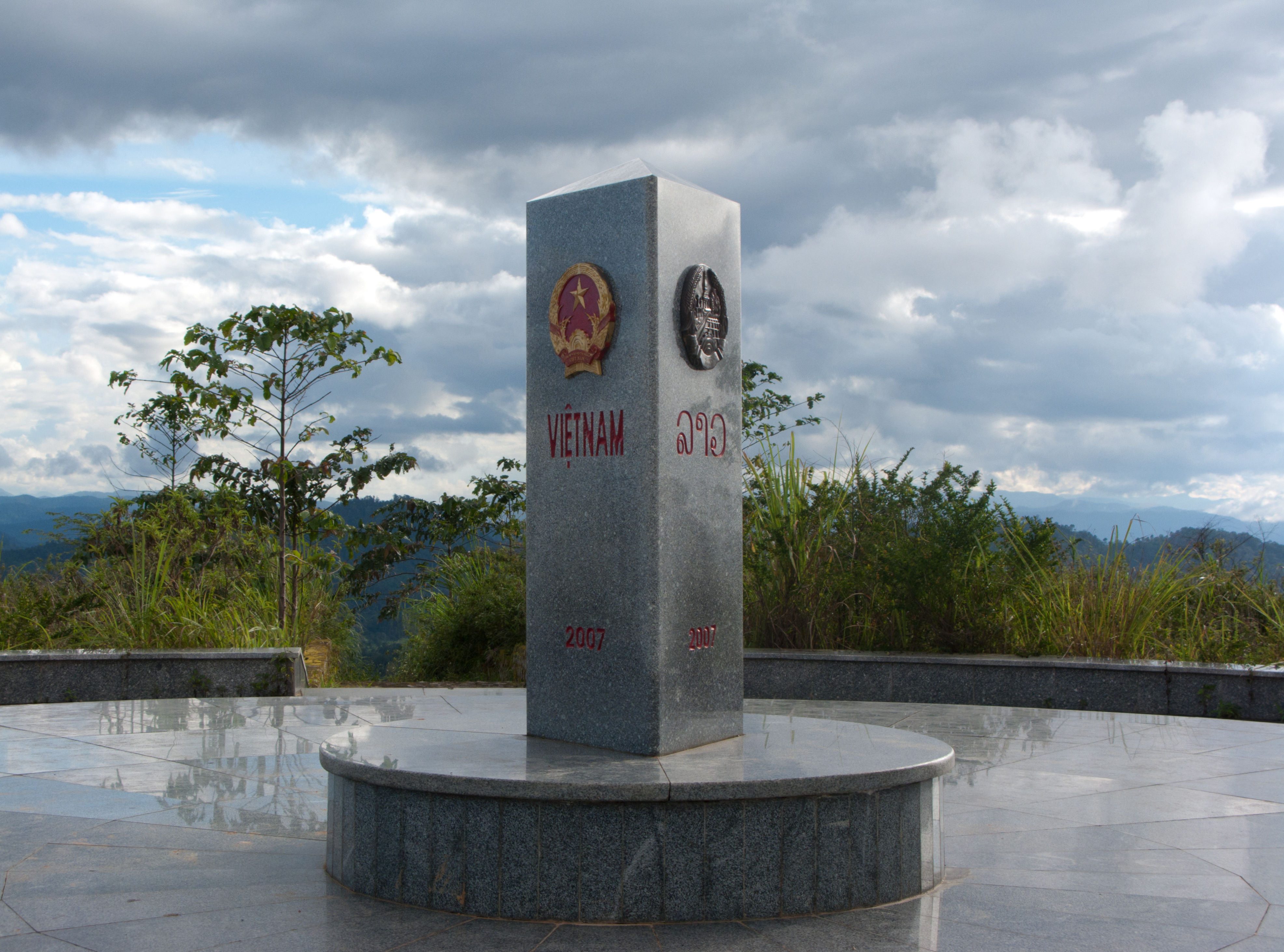
Cột mốc ngã ba biên giới Việt Nam-Lào-Campuchia